# 维萨里昂·罗明纳兹
维萨里昂·维萨里奥诺维奇·罗明纳兹（俄语：Виссарион Виссарионович Ломинадзе，羅馬化：Besarion Lominadze；1897年5月25日—1935年12月19日），又譯羅明納澤，苏联格鲁吉亚裔政治人物。1922年-1924年担任格鲁吉亚共产党第一书记，1927年作为共产国际的代表到中国，作为主持人参加了中国共产党的八七会议。1930年因反对斯大林的集体化运动而与谢尔盖·塞尔佐夫卷入瑟尔佐夫-罗明纳兹事件。1935年，罗明纳兹在苏联的大清洗中自杀。

## 生平
- 1897年5月25日（格里历：6月6日）出生于沙俄库塔伊西的一户教师家庭。
- 1913年起，参加库塔伊西和圣彼得堡的学生运动，后进入彼得格勒理工学院学习经济学。1917年3月加入俄国社会民主工党（布）。
- 1917年4月-8月，俄国社会民主工党（布）彼得格勒军事委员会工作。
- 1917年8月-1918年，库塔伊西市党委书记。
- 1918年-1919年，俄共（布）第比利斯委员会主席。
- 1919年-1920年，俄共（布）巴库市委委员，阿塞拜疆共产党中央委员会主席团成员，俄共（布）高加索局党委成员。
- 1920年-1921年，俄共（布）奥廖尔州宣传鼓动部部长。
- 1921年-1922年，俄共（布）彼得格勒市维堡区委组织部长，参与镇压喀琅施塔得水兵起义。
- 1922年10月-1924年5月，格鲁吉亚共产党（布）中央执行书记。
- 1924年5月-1925年，莫斯科共产主义学院学习马克思主义理论。
- 1925年-1926年，共青团中央执行委员会书记，中央主席团成员。
- 1926年3月-1927年，共产国际执行委员会主席团成员。曾于1927年赴中国，组织并参加了在武汉召开的中共八七会议。[2] [3]
- 1928年-1929年3月，联共（布）下诺夫哥罗德州宣传鼓动部部长。
- 1929年3月-1930年，联共（布）克拉斯诺达尔边疆区耶斯克区委常务书记。
- 1930年5月-11月，联共（布）高加索局党委第一书记。
- 由于对斯大林的集体化政策不满，他与沙茨金于1930年组建了反对派小团体。后来与另一反对派领导者谢尔盖·塞尔佐夫联合，形成了所谓的“塞尔佐夫-罗明纳兹反党集团”。[4]1930年12月，他被撤销中央委员的职务。
- 1931年-1932年，苏联教育人民委员会科学研究部门负责人。
- 1932年-1933年，莫斯科第24机械制造厂党委组织部长。
- 1933年8月-1935年1月，联共（布）马格尼托哥尔斯克市委书记。
- 1935年1月18日，在得到他将被逮捕的消息后开枪自杀。第二天在抢救过程中死亡，终年37岁。

罗明纳兹是俄共（布）10-11，13大，联共（布）14-17大，第13-16次代表会议代表，第14-15届中央候补委员，第16届中央委员。

## 荣誉
- 列宁勋章（1933）
- 红旗勋章（1921）